# Palacio de los Condes de Castro Guimarães
El Palacio de los Condes de Castro Guimarães, originalmente conocido como Torre de San Sebastián, fue construido en 1900 como residencia de verano de un aristócrata en Cascais, distrito de Lisboa, Portugal. Se convirtió en museo en 1931. El edificio sigue un estilo arquitectónico ecléctico, mientras que el museo incluye pinturas de importancia nacional e internacional, muebles, porcelana, joyas y un órgano neogótico.

## Historia
Jorge O'Neil construyó la Torre de São Sebastião en 1900, según los diseños de Francisco Vilaça. O'Neill era un aristócrata portugués de lejana ascendencia irlandesa que tenía múltiples intereses comerciales, entre ellos el monopolio de los fósforos de Portugal. La cercana Casa de Santa María también se construyó a sus órdenes.
El edificio emplea varios estilos arquitectónicos, adoptando un enfoque revivalista que incluye el neorromanticismo, el neogótico, el neomanuelino y el neomorisco. La impresión general es la de un castillo medieval. Las referencias a la herencia irlandesa de O'Neill también se encuentran repartidas por todo el edificio, especialmente en la llamada Sala del Trébol.

La característica más llamativa del edificio es la torre, cuya base sobresale en una pequeña cala. La casa tiene una planta rectangular irregular, en dos, tres y cuatro pisos, con varias ventanas principales y triples. Hay varias gárgolas, aleros salientes y porches. El interior está construido en torno a un claustro cuadrangular. Las habitaciones principales están intercomunicadas y tienen techos con vigas y suelos de baldosas de cerámica con motivos policromáticos, así como algunas paredes de azulejos. Casi todas las habitaciones tienen también estufas de azulejos, algunos de los cuales fueron traídos de otros edificios. En 1910 la casa fue vendida al 1er Conde de Castro Guimarães quien, con su esposa, vivió allí hasta 1927. Muchas de las piezas que ahora se encuentran en el museo fueron adquiridas durante ese período. Destacan la compra de un órgano neogótico, construido para el Conde, y raros manuscritos del siglo XVI, entre ellos la valiosa "Crónica de Don Afonso Henriques ", primer rey de Portugal, escrita por Duarte Galvão (1446-1517).

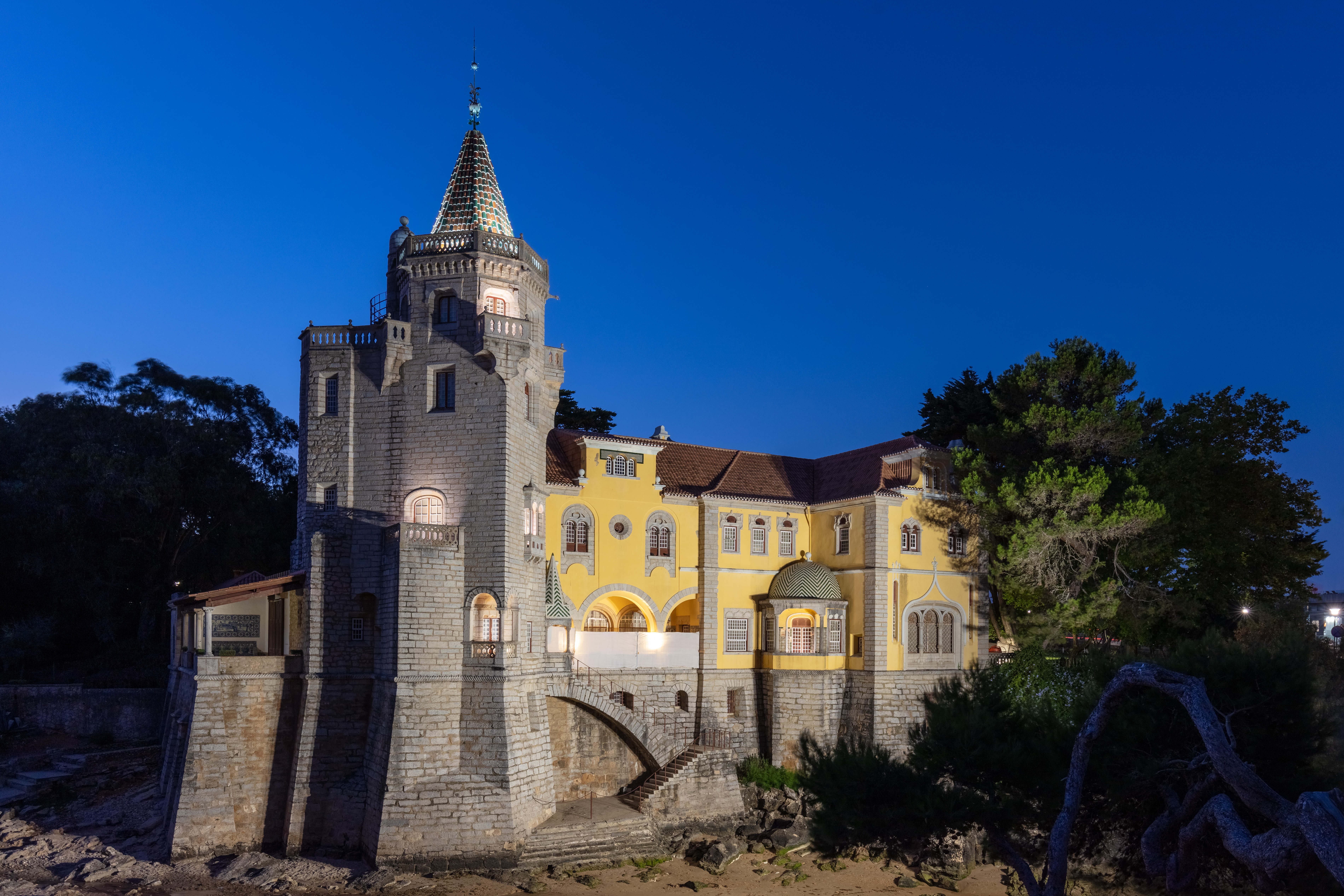
Vista nocturna.

El conde murió en 1927, donando la casa y su jardín al Estado, con la petición de que la casa fuera utilizada como museo y galería de arte. El Museo Biblioteca Condes de Castro Guimarães fue inaugurado el 12 de julio de 1931, y durante muchos años fue el único museo de Cascais. Entre sus directores se encuentran João Couto, Carlos Bonvalot, Branquinho da Fonseca y Maria Alice Beaumont. En 1932, el famoso escritor portugués Fernando Pessoa solicitó el puesto de conservador, pero fue rechazado por falta de cualificación.